# Philippe Van der Haeghen
Philippe Van der Haeghen, né le 24 février 1825 à Bruxelles et mort en 1886 à Paris, est un historien, philologue et polémiste catholique belge.

## Biographie
Philippe Van der Haeghen est né le 24 février 1825 à Bruxelles. Il est le fils de Guillaume Van der Haeghen (28 août 1798 - 4 novembre 1876, Bruxelles), et de Marie-Anne-Antoinette-Sophie De Wez (1er octobre 1787 - 2 octobre 1868, Bruxelles). Une dédicace de l’un de ses nombreux livres, publié en 1863, révèle qu’il perdit un fils, Henri-Louis ; il ne paraît pas avoir eu d'autre enfant. 
Il fut d’abord « chef de bureau des propriétés » à l’administration des hospices de la ville de Bruxelles, dont il démissionna en 1855 après en avoir dénoncé les dérives financières. Il fut ensuite, jusqu’en 1865-1866, « bibliothécaire de S.A.S. Monseigneur le duc d’Arenberg ». Sur la page de titre d'un de ses derniers ouvrages paru en 1881, il est présenté comme « le Baron Ph. Van der Haeghen », « Ancien Secrétaire-Archiviste de feu S. Ex. le Duc Alberti de Chaulnes ». Dans sa propre notice généalogique (1883), qui présente la propriété paternelle à Bruxelles (que traverse aujourd'hui la bien-nommée rue Vanderhaeghen) et nous informe que sa sœur Henriette fut la supérieure du couvent des sœurs de Notre-Dame à Oudenburg, il affiche ses titres honorifiques : commandeur de l'Ordre d'Isabelle la Catholique, chevalier de l'Ordre de Saint-Grégoire-le-Grand, décoré de la médaille d'or autrichienne Pro litteris et artibus. Mise à part une lettre datée du 14 septembre 1874, conservée à l’Académie royale de Belgique, dans laquelle il fait référence à un subside qui lui fut alloué par le gouvernement belge en 1862 pour poursuivre ses études orientales à l'étranger et à une quantité considérable de notes qu'il a pu recueillir lors de ses voyages (dans les bibliothèques d'Europe surtout, mais sans doute aussi outre-mer, en Inde du sud et en Égypte, où il paraît bien être allé), et qui indique qu’il résidait alors au numéro 23 de la Galerie du commerce à Bruxelles, il manque encore d’éléments d’archives qui permettraient d’enrichir sa biographie.
Sa bibliographie nous révèle un érudit polygraphe, historien et philologue, mais aussi ardent polémiste et très (pour ne pas dire ultra-) catholique engagé.
Comme savant, il se présente sur la couverture de son ouvrage tamoulisant de 1858 comme « Directeur de La Vérité historique, membre de la Société littéraire de l’Université catholique de Louvain, de la Société des antiquaires de Picardie, de la Société des antiquaires de la Morinie, de la Société archéologique de Béziers, etc.».
Philippe Van der Haeghen s’illustre d’abord (à vingt-cinq ans) comme coauteur, avec le littérateur flamand (Karel Frans) Charles-François Stallaert, d’un ouvrage d'histoire de l'éducation, médaillé d’or de l’Académie royale de Belgique en 1850, rédigé en réponse à la question de celle-ci : « Quel a été l’état des écoles et autres établissements d’instruction publique en Belgique, jusqu’à la fondation de l’Université de Louvain ? Quels étaient les matières qu’on y enseignait, les méthodes qu’on y suivait, les livres élémentaires qu’on y employait, et quels professeurs s’y distinguèrent le plus aux différentes époques ? ». En tant que membre de la Société archéologique de Béziers (affiliation dont les raisons ou motivations restent à préciser), il publiera plusieurs ouvrages d’érudition consacrés à l'histoire du Languedoc. Il contribua à diverses revues savantes comme le Messager des sciences historiques, la Revue de l'Orient, la Revue historique ou la  Revue archéologique.
Parmi ses travaux philologiques, on signalera d'abord ses essais précurseurs dans le domaine des études tamoules (1855, 1858, qui présente cent proverbes en langue et écriture tamoules, ainsi que celui de 1874 publié en 2012), ensuite ses notules étymologiques, enfin sa traduction de l'allemand d'un opuscule de C. (Karl) Zange et celle du pamphlet de Julius Petzholdt qui démontait la supercherie du « Livre des sauvages » de pseudo-hiéroglyphes amérindiens publié par l’abbé Emmanuel Domenech. Dans le domaine de l’épigraphie et de l’édition de textes, il produisit une édition des inscriptions funéraires de l’Église Notre-Dame du Sablon à Bruxelles, et s’intéressa à des inscriptions antiques ainsi qu’à des manuscrits historiques plus récents. D’ascendance linguistique flamande (du côté paternel du moins), il contribua au périodique Het Taelverbond, en traduisant en néerlandais du suédois un extrait de l’adaptation d’une vieille saga islandaise par le poète romantique Esaias Tegnér.
Catholique militant, Van der Haeghen fonda et dirigea la rédaction d’Une lecture par semaine, recueil historique destiné à rétablir la vérité des faits altérés par l’ignorance et la mauvaise foi (1856-1857), qui fut suivi par La Vérité historique, revue hebdomadaire (puis mensuelle) destinée à rétablir les faits dénaturés par l’ignorance ou la mauvaise foi (1858-1864), deux publications où plusieurs articles non signés lui sont attribuables. Ses contributions aux dites revues alimentèrent ses deux recueils « apologistes » parus respectivement en 1859 (Rectifications historiques) et 1882 (Études historiques). Dans la même veine polémique mêlée d’érudition historique se rangent aussi deux opuscules en rapport avec la politique belge ou internationale (Du droit d’asile, 1859, et Quelques mots sur la question d’Orient, 1865).
Il contribua à l'œuvre d'édification catholique de la maison d'édition dirigée par Henri Casterman en traduisant de l’italien le pieux roman historique posthume du poète sentimentaliste Silvio Pellico, ainsi que de l’allemand, d’abord, avec sa femme (née Désirée-Charlotte Russinger), un volume de la monumentale Histoire de l'Église composée par la passionaria catholique comtesse Ida von Hahn-Hahn; ensuite celui, mêlant érudition germanique et mythologie comparative ou histoire des (autres) religions bien « chrétienne », de Heinrich Lüken (dit Henri Luken). Comme indianiste catholique, il rédigea aussi un pamphlet anti-britannique sur L’Anglicanisme et les tortures dans l’Inde, et lors de l’Assemblée générale des catholiques en Belgique de 1864, il fut l’artisan d’un rapport dans l’annexe duquel se trouve défendue inter alia l’idée que les études indiennes, notamment le sanskrit, devraient aussi constituer un des sujets de l’Académie catholique.
Comme bibliophile enfin, on signalera ses notes dans le Bulletin du Bibliophile belge et, à la fin de sa vie, dans Le Livre (« Revue du Monde littéraire - Archives des Écrits de ce temps », Paris) où il confessera, en 1884 : « Les moments les plus heureux pour nous, depuis quarante ans, sont ceux que nous avons passés au milieu de nos livres ; nous éprouvons toujours là des sensations de délicieuse satisfaction qui ne doivent rien à personne, et, tranquillement assis dans notre fauteuil, nous nous répétons avec un certain orgueil ce que nous disait naguère un aristocrate de la littérature : "Je tiens à la bonne société ; je vis au milieu de mes livres" ».
Philippe Van der Haeghen est décédé à Paris en 1886.